# Огорелыши
Огоре́лыши — посёлок в составе Чёлмужского сельского поселения Медвежьегорского района Республики Карелия.

## Общие сведения
Расположен на реке Выг.

## Население
| 2002 | 2009 | 2010 | 2013 |
| ---- | ---- | ---- | ---- |
| 350  | ↘254 | ↘193 | ↘172 |

## Улицы
- ул. Зелёная
- ул. Лесная
- ул. Молодёжная
- ул. Приозёрная
- ул. Приозёрская
- ул. Пудожская
- пер. Северный
- ул. Центральная
- ул. Школьная